# Ray Qi
Pour les articles homonymes, voir Qi.
Ray Qi est un coureur de fond sino-français spécialisé dans les courses d'ultra-endurance. 
Adepte des courses sur route, il a notamment remporté les 48 heures de Royan en 2023 et 2024. 

## Biographie
Adepte de courses horaires, Ray Qi remporte les 48 heures de Royan en 2023 et 2024.
D'après la base de données statistiques de la DUV, il s'est imposé dans plus de 40 épreuves d'ultra-marathon durant l'année 2024, principalement en France et en Allemagne.

## Divers
En janvier 2020, en se rendant dans le Morvan pour une course d'ultratrail, Ray Qi est victime d'un grave accident de voiture : son véhicule a effectué une violente sortie de route et a terminé sur le toit après plusieurs tonneaux. Ayant survécu à l'accident et légèrement blessé, il parvient à prendre le départ de la course quelques heures plus tard et parcourt plus de 150 km.

## Palmarès sélectif
- 24 heures du Quai du Cher ( 2019)
- 24 heures d'Eppeville ( 2023[6],  2025)
- 24 heures d'Alizay ( 2024)
- 24 heures de Roche-la-Molière ( 2024[7], 2025[8])
- 48 heures de Royan ( 2023,  2024)
- No Finish Line Monaco ( 2024[9],[10])
- No Finish Line Paris ( 2024,  2025)

## Records personnels
- Marathon : 2h48'56" au Marathon de Séville[11] (2018)
- 6 heures route : 77,234 km à Tullins (2023)
- 12 heures route : 128,050 km à Villenave-d'Ornon (2021)
- 24 heures route : 229,050 km à Béthune (2024)
- 48 heures route : 341,872 km à Royan (2023)
- 6 jours : 704,100 km à Monaco[12] (2024)